# Kvickjordkrypare
Kvickjordkrypare (Geophilus insculptus) är en mångfotingart som beskrevs av Carl Graf Attems 1895. Kvickjordkrypare ingår i släktet Geophilus och familjen storjordkrypare. Arten är reproducerande i Sverige. Inga underarter finns listade i Catalogue of Life.